# Holubí Zhoř
Holubí Zhoř (německy Zhorz Holuby) je vesnice, část města Velká Bíteš v okrese Žďár nad Sázavou. Nachází se asi 6 km na západ od Velké Bíteše. V roce 2009 zde bylo evidováno 62 adres. V roce 2001 zde trvale žilo 147 obyvatel.
Holubí Zhoř je také název katastrálního území o rozloze 6,11 km2. V katastrálním území Holubí Zhoř leží i Jáchymov.

## Název
Jméno vesnice je totožné se starým obecným zhoř (ženského rodu) - "vypálená půda" (odvozeným od slovesa shořeti). Toto jméno, jímž se označovaly vsi, které vznikly na půdě získané vypálením lesa či křovin, bylo typické pro oblast západního Tišnovska, Velkomezeříčska a Jihlavska a mělo stejný význam jako žďár, ale je starší. V pozdějších dobách jmenný rod kolísal. Tato Zhoř měla zprvu přívlastek Nelepina (tedy "Nelepova") podle svého majitele Ondřeje z Krevlic zvaného Nelepa. Když vesnici se svobodným dvorem roku 1416 získala rodina Holubů, začalo se nejprve dvoru říkat Holubov a podle něj se nedlouho nato i samotná vesnice začala nazývat Holubóv Zhoř. S vymizením povědomí o původu přívlastku se od 17. století jméno vesnice změnilo na Holubí Zhoř.

## Rodáci
Stanislav Rouš (1918–1942), palubní střelec a radiotelegrafista 311. československé bombardovací perutě RAF